# 1969年ウィンブルドン選手権
1969年 ウィンブルドン選手権（1969ねんウィンブルドンせんしゅけん、The Championships, Wimbledon 1969）は、イギリス・ロンドン郊外にある「オールイングランド・ローンテニス・アンド・クローケー・クラブ」にて、1969年6月23日から7月5日にかけて開催された。

## 大会の流れ
- 男子シングルスは「128名」の選手による通常の7回戦制で行われた。シード選手は16名。
- 女子シングルスは「96名」の選手による7回戦制で行われ、32名の選手は「1回戦不戦勝」（抽選表では“Bye”と表示）があった。シード選手は8名。シード選手でも、1回戦から出場した人と、2回戦から登場した人がいる。2回戦から登場した選手が初戦敗退の場合は「2回戦＝初戦」と表記する。

## シード選手

### 男子シングルス
1. ロッド・レーバー　（優勝、2年連続4度目）
2. トニー・ローチ　（ベスト4）
3. トム・オッカー　（ベスト8）
4. ケン・ローズウォール　（3回戦）
5. アーサー・アッシュ　（ベスト4）
6. ジョン・ニューカム　（準優勝）
7. クラーク・グレーブナー　（ベスト8）
8. クリフ・ドリスデール　（ベスト8）
9. ロイ・エマーソン　（4回戦）
10. アンドレス・ヒメノ　（4回戦、途中棄権）
11. フレッド・ストール　（4回戦）
12. パンチョ・ゴンザレス　（4回戦）
13. レイモンド・ムーア　（1回戦）
14. ボブ・ヒューイット　（1回戦）
15. デニス・ラルストン　（4回戦）
16. スタン・スミス　（4回戦）

### 女子シングルス
1. マーガレット・スミス・コート　（ベスト4）
2. ビリー・ジーン・キング　（準優勝）
3. バージニア・ウェード　（3回戦）
4. アン・ヘイドン＝ジョーンズ　（初優勝）
5. ナンシー・リッチー　（ベスト8）
6. ケリー・メルビル　（2回戦）
7. ジュリー・ヘルドマン　（ベスト8）
8. ジュディ・テガート　（ベスト8）

## 大会経過

### 男子シングルス
準々決勝
- ロッド・レーバー vs.  クリフ・ドリスデール　6-4, 6-2, 6-3
- アーサー・アッシュ vs.  ボブ・ルッツ　6-4, 6-2, 4-6, 7-5
- ジョン・ニューカム vs.  トム・オッカー　8-6, 3-6, 6-1, 7-5
- トニー・ローチ vs.  クラーク・グレーブナー　4-6, 4-6, 6-3, 6-4, 11-9

準決勝
- ロッド・レーバー vs.  アーサー・アッシュ　2-6, 6-2, 9-7, 6-0
- ジョン・ニューカム vs.  トニー・ローチ　3-6, 6-1, 14-12, 6-4

### 女子シングルス
準々決勝
- マーガレット・スミス・コート vs.  ジュリー・ヘルドマン　4-6, 6-3, 6-3
- アン・ヘイドン＝ジョーンズ vs.  ナンシー・リッチー　6-2, 7-5
- ロージー・カザルス vs.  レスリー・ターナー・ボウリー　3-6, 9-7, 7-5
- ビリー・ジーン・キング vs.  ジュディ・テガート　4-6, 7-5, 8-6

準決勝
- アン・ヘイドン＝ジョーンズ vs.  マーガレット・スミス・コート　10-12, 6-3, 6-2
- ビリー・ジーン・キング vs.  ロージー・カザルス　6-1, 6-0

## 決勝戦の結果
男子シングルス
- ロッド・レーバー vs.  ジョン・ニューカム　6-4, 5-7, 6-4, 6-4

女子シングルス
- アン・ヘイドン＝ジョーンズ vs.  ビリー・ジーン・キング　3-6, 6-3, 6-2

男子ダブルス
- ジョン・ニューカム＆ トニー・ローチ vs.  トム・オッカー＆ マーティー・リーセン　7-5, 11-9, 6-3

女子ダブルス
- マーガレット・スミス・コート＆ ジュディ・テガート vs.  パティ・ホーガン＆ ペギー・ミシェル　9-7, 6-2

混合ダブルス
- フレッド・ストール＆ アン・ヘイドン＝ジョーンズ vs.  トニー・ローチ＆ ジュディ・テガート　6-2, 6-3